# Ubikh
|  | Per a altres significats, vegeu «Ubikh (grup ètnic)». |

|  | Per a altres significats, vegeu «Úbikh». |

L'ubikh és una de les llengües caucàsiques del nord-oest. Actualment extingida (des del 1992), formava una branca independent dins la seva família lingüística i era l'idioma propi de l'ètnia ubikh. És una llengua ergativa i aglutinant que presenta un sistema consonàntic força complex, amb 84 sons amb valor fonològic i presència de consonants faríngies, poc freqüents en altres idiomes, riquesa que contrasta amb l'ús de solament dues vocals. La concordança verbal té en compte tant el subjecte com els complements amb valor argumental i es complementa amb prefixos que determinen la posició en l'espai dels agents implicats a l'oració. El vocabulari està fortament influït per les llengües veïnes com el turc. Tevfik Esenç de Turquia va ser l'últim parlant d'aquesta llengua.